# Adolf Bastian

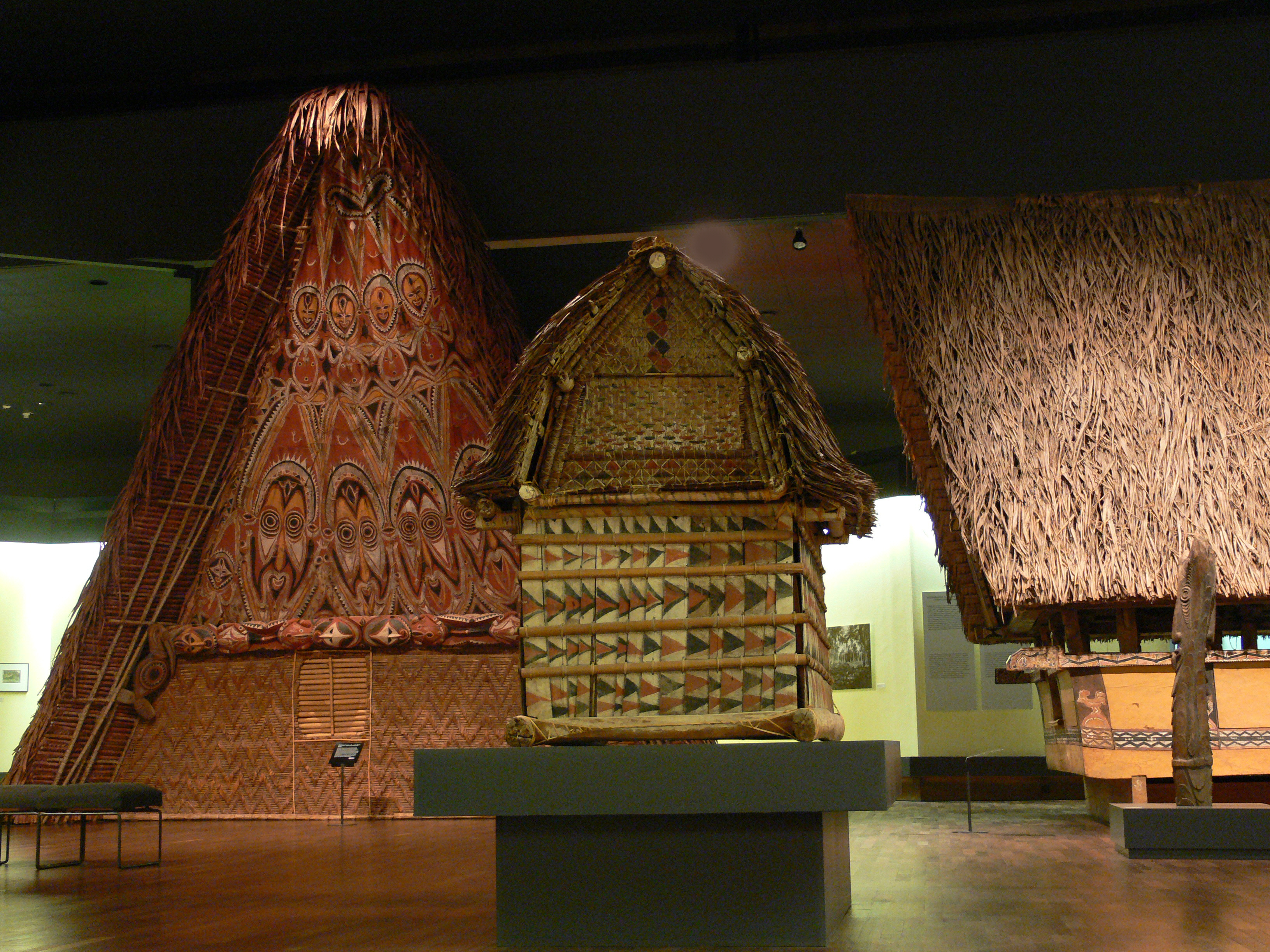
Melanesienavdelningen på Ethnologisches Museum.

Philipp Wilhelm Adolf Bastian, född 26 juni 1826 i Bremen, död 2 februari 1905 i Port of Spain på Trinidad, var en tysk etnolog och forskningsresande.

## Bastians resor
Bastian, som blev medicine doktor 1850, anträdde sin första världsresa som skeppsläkare följande år. Denna sträckte sig över åtta år, varvid Peru och Mexiko, Kina, Främre och Bortre Indien, Palestina, Afrika och Australien besöktes. Den förnämsta frukten av dessa resor var det 1860 publicerade verket Der Mensch in der Geschichte, vari han drog upp grundlinjerna till sina fortsatta forskningar. 
Bastians resa 1861-65 ägnades helt åt den asiatiska kontinenten; sina forskningsresultat härifrån meddelade han i Die Völker des östlichen Asien (6 band, 1866-71). Efter sin andra stora resa slog sig Bastian på allvar ned i Tyskland, blev privatdocent i etnologi vid Berlins universitet, senare extra ordinarie professor i samma ämne och direktörsassistent vid de kungliga museerna. Bastians stora livsuppgift var att skapa ett allomfattande museum i Berlin; alla hans resor hade avsett att samla material till detta. 
År 1873 gjorde han en fem månaders lång resa längs Loangokusten; den fjärde resan 1875-76 gick genom Syd- och Centralamerikas västra stater och Nordamerika och resulterade i storslagna samlingar samt arbetet Die Kulturländer des alten Amerika (1878-89). En femte resa gick 1878-80 över Persien till Indien och över Oceanien till Nya Zeeland och Hawaii, över USA och Yucatan tillbaka till Europa.
Den 18 december 1886 hade Bastian glädjen att se Königliches Museum für Völkerkunde i Berlin öppnas. Han blev museets förste chef, och höll posten till 1904. År 1889 började han resa igen, den sjätte 1889-91 gick till Turkestan, Indien och Östafrika, den sjunde 1896-1901 till Java och Bali, den åttonde 1901-03 till Ceylon. År 1903 anträdde den då 77-årige forskaren sin sista resa som förde honom till Västindien, där han avled.

## Etnologen
Bastian kom att göra en betydande insats för utvecklingen av Gesellschaft für Erdkunde zu Berlin, han var en av grundarna till Berliner Gesellschaft für Anthropologie, Ethnologie und Urgeschichte 1896 och grundade 1869 tillsammans med Robert Hartmann Zeitschrift für Ethnologie. Jämte en i övrigt synnerligen mångsidig verksamhet verkade Bastian genom sitt författarskap utomordentligt befruktande särskilt för folkpsykologin. Bland hans många verk återfinns Beiträge zur vergleichenden Psychologie (1868), Rechtsverhältnisse bei verschiedenen Völkern der Erde (1872), Etnhnologische Forschungen (1872), Geographische und ethnologische Bilder (1873).
Bastian tog under sina resor starkt intryck av de kulturella likheter han stötte på i helt skilda regioner och betonade upplysningens doktrin om alla folks likartade psykiska beskaffenhet genom att förfäkta att till följd av universellt delade elementartankar (Elementargedanke) tenderade folk på samma utvecklingsstadium som stod inför likartade problem att inom gränsen för vad naturförhållandena tillät finna likartade lösningar.